# 영진직업전문학교
영진직업전문학교는 대한민국의 직업전문학교이다. 대구광역시 동구에 있다.

## 연혁
- 2007년 9월 20일 영진직업전문학교 설립
- 2009년 12월 1일 전국 직업훈련 우수기관 수상

## 같이 보기
- 경북산업직업전문학교